# South Dakota Coyotes

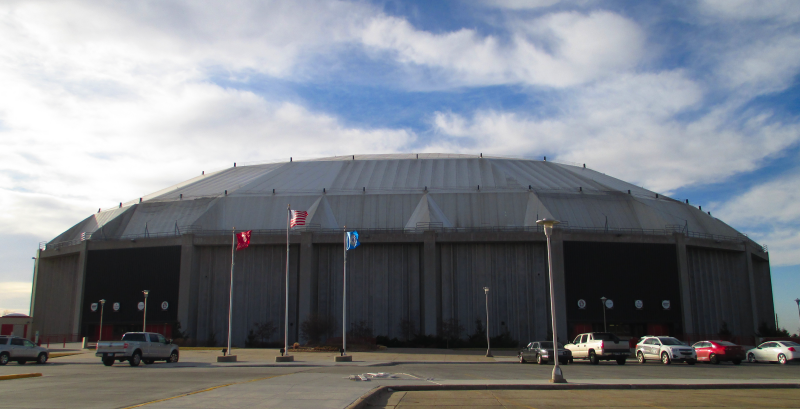
DakotaDome

South Dakota Coyotes (español: los Coyotes de la Universidad de Dakota del Sur) es el nombre de los equipos deportivos de la Universidad de Dakota del Sur, situada en Vermillion, Dakota del Sur. Los equipos de los Coyotes participan en las competiciones universitarias organizadas por la NCAA, y forman parte desde 2011 de The Summit League, excepto en fútbol americano, que pertenecen a la Missouri Valley Football Conference.

## Programa deportivo
Los Coyotes compiten en 6 deportes masculinos y en 9 femeninos:
| - Masculino - Baloncesto - Fútbol - Atletismo - Cross - Natación - Golf | - Femenino - Baloncesto - Cross - Voleibol - Natación - Atletismo - Fútbol - Tenis - Softball - Golf |

## Instalaciones deportivas
- DakotaDome es el complejo deportivo donde disputan sus competiciones los equipos de fútbol americano, atletismo y natación. Construido en 1979, fue remodelado en 2001. Tiene una capacidad para 10.000 espectadores.[1]
- Sanford Coyote Sports Center es el complejo deportivo donde disputan sus competiciones los equipos de baloncesto y voleibol. Construido en 2016. Tiene una capacidad para 6.000 espectadores.[2]